# Orkiestra Dęta im. Tadeusza Moryto
Orkiestra dęta imienia Tadeusza Moryto w Łącku – założona w 1947roku w Czerńcu z inicjatywy miejscowego organisty Tadeusza Moryto. Od 1957 orkiestra działa przy Gminnym Ośrodku Kultury w Łącku. Zespół znany jest nie tylko w Polsce, ale także poza jej granicami, m.in. koncertowała w Stanach Zjednoczonych, Estonii, Francji, Niemczech, Hiszpanii, we Włoszech, na Węgrzech, Ukrainie, Słowacji. Początkiem 2005 roku orkiestra grała na Audiencji Generalnej u papieża, świętego Jana Pawła II w Watykanie, podczas której Papież symbolicznie zadyrygował orkiestrą.

## Historia
Orkiestra Dęta Ogniska Muzycznego im. Tadeusza Moryto powstała w 1947 roku w oddalonym o 2 km od Łącka Czerńcu, przy Ochotniczej Straży Pożarnej. Założycielem orkiestry był Tadeusz Moryto, ówczesny działacz kultury i organista w kościele parafialnym w Łącku. W 1957 roku orkiestra przeniosła swoją siedzibę do Łącka, gdzie działa do chwili obecnej, pod patronatem Gminnego Ośrodka Kultury.

### Dyrygenci
- Tadeusz Moryto od 1947 do 1969 roku
- Stefan Franczyk od 1969 do 1979 roku
- Antoni Plechta od 1979 do 1988 roku
- ppłk dr hab. Stanisław Strączek – aktualny dyrygent orkiestry od 1988 roku

## Ubiór
Podczas koncertów orkiestra prezentuje się w pięknych strojach regionalnych „górali białych”. Zamiennie zespół używa mundurów.

### Mężczyźni
Sukienne, białe, zdobione haftami (węzeł rycerski, parzenica) spodnie, zwane „sukniokami”. Koszula biała, wpuszczona do spodni, długa, zdobiona skromnymi haftami, na piersi przypięta metalowa spinka. Na nogach skórzane kierpce, których rzemyki („nawłoki”) okręca się na wysokości kostki nogawek portek. W zimie zakładany jest brązowy kubrak („gurmana”). Okryciem głowy jest czarny, filcowy kapelusz z okrągłą główką i szeroką kanią. Strój uzupełnia opasujący biodra szeroki pas skórzany.

### Kobiety
Koszula z płótna lnianego – biała. Na nią zakładany jest gorset szyty z aksamitu, wyszywany blaszkami i paciorkami. Szyte z tego samego materiału co spódnice i sięgają poniżej pasa lub do bioder. Spódnica czerwona zdobiona wzorami kwiatów, sięga poniżej kolan. Obuwie takie samo jak męskie. Dodatkiem do ubioru są czerwone korale oraz czerwone wstążki związane w kokardy na piersi oraz wplatane we włosy.

## Dyskografia
17 sierpnia 2003 roku Orkiestra Dęta im. Tadeusza Moryto otrzymała Złotą Płytę. Polski Związek Chórów i Orkiestr w Warszawie docenił wyjątkowość dwóch nagrań „Hej tam…” i „Śwarno muzycka”. Te dwie płyty zawierają repertuar od muzyki regionalnej ludowej, po znane standardy muzyki rozrywkowej.
Złote Płyty otrzymali dyrygent Orkiestry Dętej dr hab. Stanisław Strączek, drugi dyrygent Stanisław Banach, wszyscy członkowie Orkiestry Dętej, ówczesny wójt gminy Łącko Franciszek Młynarczyk oraz ówczesny dyrektor GOK-u Barbara Moryto. Te najwyższe wyróżnienia wręczyli w imieniu Prezesa Polskiego Związku Chórów i Orkiestr ks. prałat Edward Żmijewski oraz płk Julian Kwiatkowski – inspektor Orkiestr Wojska Polskiego.

### Wydane płyty
Źródło: oficjalna strona orkiestry
- „Hej tam...” – 1997 rok
- „Śwarno muzycka” – 2002 rok
- „Zagroj mi muzycko” – 2007 rok
- „Nie tylko po góralsku” – 2013 rok
- „Kolędy i pastorałki” – 2013 rok
- Płyta jubileuszowa 70-lecia orkiestry – 2017 rok.